# Cyrtognatha lepida
Cyrtognatha lepida là một loài nhện trong họ Tetragnathidae.
Loài này thuộc chi Cyrtognatha. Cyrtognatha lepida được Octavius Pickard-Cambridge miêu tả năm 1889.